# Pismo starejšim
Pismo starejšim (izvirno italijansko Lettera del Santo padre Giovanni Paolo II agli anziani) je pismo, ki ga je napisal papež Janez Pavel II. leta 1999.
V zbirki Cerkveni dokumenti je to delo izšlo leta 1999 kot 84. cerkveni dokument (kratica CD 84).